# U-Bahnhof Sesto 1º Maggio FS
Der U-Bahnhof Sesto 1º Maggio FS (Verkürzung von „Sesto 1º Maggio Ferrovie dello Stato“) ist ein unterirdischer Bahnhof der U-Bahn Mailand. Er befindet sich in der Nachbarstadt Sesto San Giovanni unter des gleichnamigen Platzes („piazza 1º Maggio“) neben dem S- und Regionalbahnhof.

## Geschichte
Der Bahnhof wurde am 28. September 1986 in Betrieb genommen.

## Anbindung
| Linie | Verlauf |
| ----- | --- |
|       | Sesto 1º Maggio FS – Sesto Rondò – Sesto Marelli – Villa San Giovanni – Precotto – Gorla – Turro – Rovereto – Pasteur – Loreto – Lima – Porta Venezia – Palestro – San Babila – Duomo – Cordusio – Cairoli – Cadorna FN – Conciliazione – Pagano – Buonarroti – Amendola – Lotto – QT8 – Lampugnano – Uruguay – Bonola – San Leonardo – Molino Dorino – Pero – Rho Fiera – Wagner – De Angeli – Gambara – Bande Nere – Primaticcio – Inganni – Bisceglie |